# Bill Demong
Bill Demong (n. 29 martie 1980, Saranac Lake⁠(d), comitatul Essex, New York, SUA) este un săritor cu schiurile ce a reprezentat Statele Unite ale Americii, medaliat olimpic. A participat la 5 ediții ale Jocurilor Olimpice (1998, 2002, 2006, 2010, 2014) în care a câștigat o medalie de aur și o medalie de argint.